# OK boomer
OK Boomer（本意为「好啦，嬰兒潮老人」，亦可延伸解釋為「好了，老人家」），是2019年广泛流行于年轻群体的口头禅和网络模因，用来嫌弃或嘲讽婴儿潮一代的刻板印象。「OK boomer 」也暗指 boomer 一代作風保守，反對左派政策，對氣候問題等一無所知。这句口头首次受到广泛关注，是因为2019年TikTok上的一则回应老一辈的影片，然而这句话在几年前就已经出现。部分人认为这句话是年龄歧视。这句话出现在各种场合，包括新西兰议会议员克洛伊·斯沃布里克回应同僚的嘲讽时。此外，多家藥品廠商將这句话申请注册商标，用在药品广告上。

## 起源
“OK Boomer”流行于对TikTok上一位未具名老者的回应。这名老者在影片中宣称“千禧世代和Z世代都有彼得潘症候群，他们不想长大，认为他们年轻时的乌托邦式思想，不知为何到了长大依然存在。”这个影片催生了“OK Boomer”这个词，作为对老一辈的回击和轻蔑。
实际上，“OK Boomer”首次出现，是在2009年1月29日，也就是10年前的一篇Reddit回帖上。这个流行语的最近一次出现，是2015年在4chan上，不过到了2019年1月才开始流行。2019年11月初，多家媒体发表文章，开始关注这个词。

## 用法
“OK Boomer”是贬义反驳，用来蔑视或嘲笑老一辈，尤其是婴儿潮时代狭隘、落伍、判断负面、居高临下的态度，反驳被认为是抵制科技变革、全球暖化否定说、少数群体边缘化的观点，反驳否定年轻人理想的观点。
截至2019年12月，TikTok上的#OkBoomer话题影片获得将近20亿次播放量。

## 年龄歧视
部分评论人士认为OK Boomer属于年龄歧视。保守派电台主持人鲍勃·朗斯伯里甚至在Twitter上发表争议性的观点，认为“boomer”是“年龄歧视的禁忌词”，不过这篇帖子发出后没多久就被他删掉。他澄清年轻人没有偏执，但是这种嘲讽性的称谓不应该因为是新潮的，所以就要接受。脱口秀节目主持人斯蒂芬·科尔伯特在他的节目《斯蒂芬·科尔伯特晚间秀》中的“Meanwhile...”环节表示：“很明显，这些年轻人要来玩玩这个全新的热门游戏：这算是新的禁忌词吗？不，不算是，谢谢你的参与。”《卫报》专栏作家弗朗辛·普洛斯表示，OK Boomer折射出歧视老一辈获得文化层面的普遍接受。然而，同样为该报撰文的巴斯卡尔·桑卡拉批评这个词，指出许多“老工人和退休工人还在为生存挣扎”，“半数接近65岁的美国人存款少过2.5万美元”，所以婴儿潮世代“需要团结”。美国退休人员协会执行长米尔娜·布莱思在采访中告诉Axios网站：“行吧，千禧时代。但是真正掌握财富的是我们。”法国多位政治人物也批评这个词是年龄歧视，议员奥德蕾·迪弗-舒伯特在一篇关于“代沟缩小及反对年龄歧视成果”的特别报告中认为这个词是年龄歧视。
其他人的回应或是褒贬不一，或是极力批评。《金融时报》的印第安·罗斯（India Ross）认为，这个词已经象征着一代人文化的破裂，用来攻击婴儿潮世代无疑会加剧它的效力和使用量。《独立报》的克莱门斯·米哈隆（Clémence Michallon）认同这个词，表示这“不过是适度的轻蔑”，但也表示不应过度使用。Grist的美代·麦金（Miyo McGinn）也表示认同：“无可否认，这种乐趣所蕴含的义愤填膺之感，不亚于简单的快乐——这么多年来，听人说我的这个年代在“戕害”所有事情，从连锁餐厅，到百货商店，再到人际关系，这两个词仿佛充满了诗意。”部分人认为这个词是建制的简称，不针对特定年龄群体。

## 知名使用

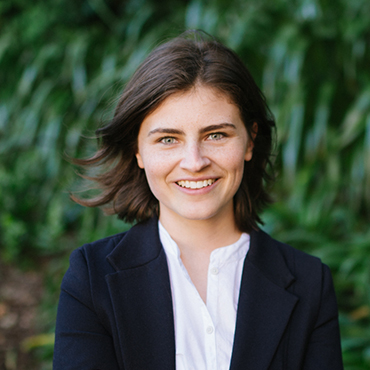
克洛伊·斯沃布里克

2019年11月初，新西兰议员克洛伊·斯沃布里克在议会演说，支持气候变化法案。在演讲说，克洛伊声称议员平均年龄达到49岁，遭到托德·穆勒打断反驳，斯沃布里克马上用“OK Boomer”予以反驳。写给《卫报》的一篇文章中，克洛伊表示她在议会中的“OK Boomer”言论，象征着几代人的精疲力竭。斯沃布里克也被同为议员的克里斯托弗·毕晓普（Christopher Bishop）批评不該以歧視回應歧視。
20岁的大学生乔纳森·威廉斯（Johnathan Williams）以“OK Boomer”为题材写的一首歌，于2019年7月在Twitter上公布。威廉斯在歌曲中剪了许多片段，每个片段后都有他反复大喊“OK Boomer”的回应。之后，19岁的彼得·库里（Peter Kuli）之后在SoundCloud发布歌曲的混音版，这个版本在TikTok上广泛流传，进一步促进OK Boomer的流行，成为流行歌。
2019年11月23日，在哈佛-耶鲁橄榄球对抗赛的半场休息中，抗议气候变化的人士冲入球场打断比赛，大喊“OK Boomer”，不顾工作人员要求离场的请求。
这句反击被新西兰和荷兰词典出版商范达勒评为“2019年年度关键词”，不过在瑞士的年度关键词评选中落选冠军，位列第二。这句话被列入苏必利尔湖州立大学當年發布的年度禁忌词清单中。

## 商业化
一名美国的艺术学生设计了一件印有这句话和“糟糕的一天”（Have a terrible day）的卫衣。截至2019年11月1日，这件衣服共赚到2.5万美元的利润 。
这句话还被用来申请注册商标，其中福斯公司的申请是用来推出“进行中电视连续节目，包括真人秀比赛、喜剧和游戏节目。”